# المتحف الروسي (فلسطين)
المتحف الروسي، أفتتح في مدينة أريحا عام 2011 بموجب مرسوم من دميتري ميدفيديف الرئيس السابق للإتحاد الروسي، ويعتبر من أهم المعالم والمباني المعمارية فيها، خصص لعرض قطع أثريه اكتشفتها بعثة الآثارالروسية أثناء الحفريات التي جرت في أرض المتحف. يقع المتحف على قطعة أرض تمتلكها روسيا تسمي أرض جوزيف.
يحتوي المتحف على قاعتين تتوزع فيهما الآثار البيزنطية والإغريقية، وعدد من الصور لحجاج روس في نابلس والقدس والناصرة منذ بداية القرن العشرين. ومجموعة من النقود النحاسية التي تعود لمجموعة من الملوك الإغريق، كما يحتوي في زواياه على بقايا أعمدة حجرية للعصور البيزنطية إضافة إلى أوانٍ فخارية وحجرية موزعة حسب الترتيب الزمني لوجودها. إضافة إلى أجزاء مقدمة من المتحف  الروسي أرمتاج في روسيا، وهي عبارة عن قطع مقلدة لكن قيمتها كبيرة.
أما جدران المتحف فتكتسي بلوحات فسيفساء كانت قائمة في تلك الحقب التاريخية وأعيد بناؤها من قبل مختصين وعلماء آثار روس. وتحتوي حديقة المتحف على شجرة الجميز وهي الشجرة التي صعد إليها زكا العشّار لمشاهدة السيد المسيح وهو في طريقه إلى مدينة القدس، وضعت شجرة الجميز ضمن حدود المتحف الروسي في أريحا منذ عام 2010، والتي يعتقد أن عمرها يصل لأكثر من ألفي عام والتي ذُكرت في الكتاب المقدس.

## قيل عنه
- قال الرئيس الفلسطيني محمود عباس خلال حفل الافتتاح بحضور نظيره الروسي: إن هذا المتحف الذي يرمز إلى الحضارة الروسية في فلسطين وهو معلم عظيم يعبرعن الصداقة الروسية الفلسطينية.[5]

- الرئيس الروسي ديمتري مدفيديف: إن بناء هذا المتحف الثقافي والأثري في هذا المكان يعد رمزاً للوجود الروسي في الأرض المقدسة ورمزاً للعلاقات الطيبة بين البلدين والشعبين، معبرا عن سروره وفخره بإفتتاح هذا المتحف في أريحا.

وأشار إلى أن وجود روسيا على هذه الأرض جاء على أساس إحترام مشاعر وثقافة وتقاليد ودين الشعوب الموجودة.
- ماجد الفتياني محافظ أريحا: ان المتحف الروسي اضاف روعة جمالية لأقدم مدينة في العالم وإن إقامة مثل هذا المتحف على هذه الأرض ما هو إلا تأكيداَ من روسيا على إلتزامها إتجاه القضية الفلسطينية".[6]

- حسن صالح رئيس بلدية أريحا: هذا المكان هو ملك للحكومة الروسية والمسألة لها علاقة بطبيعة الوجود الروسي بالشرق والذي أخذ الطابع الديني والثقافي بعيدا عن الإستعمار، بدليل البعثات التبشيرية والتعليمية التي كانت تأتي من روسيا إلى المنطقة العربية وإلى أريحا بشكل خاص والتي ضمت عددا من الأدباء مثل ميخائيل نعيمة الأديب اللبناني والروائية الفلسطينية كلثوم عرابي.